# Australian Championships 1931
Gli Australian Championships 1931 (conosciuto oggi come Australian Open) sono stati la 24ª edizione degli Australian Championships e prima prova stagionale dello Slam per il 1931. Si è disputato dal 27 febbraio all'8 marzo 1931 sui campi in erba del White City Stadium di Sydney in Australia.
Il singolare maschile è stato vinto dall'australiano Jack Crawford, che si è imposto sul connazionale Harry Hopman in quattro set. Il singolare femminile è stato vinto dall'australiana Coral McInnes Buttsworth, che ha battuto la connazionale Marjorie Cox Crawford in tre set. Nel doppio maschile si è imposta la coppia formata da Charles Donohoe e Ray Dunlop, mentre nel doppio femminile hanno trionfato Daphne Akhurst Cozens e Louise Bickerton. Il doppio misto è stato vinto da Marjorie Cox Crawford e Jack Crawford.

## Risultati

### Singolare maschile
Jack Crawford ha battuto in finale  Harry Hopman con il punteggio di 6–4, 6–2, 2–6, 6–1

### Singolare femminile
Coral McInnes Buttsworth ha battuto in finale  Marjorie Cox Crawford con il punteggio di 1–6, 6–3, 6–4

### Doppio maschile
Charles Donohoe /  Ray Dunlop hanno battuto in finale  Jack Crawford /  Harry Hopman con il punteggio di 8–6, 6–2, 5–7, 7–9, 6–4

### Doppio femminile
Daphne Akhurst Cozens /  Louise Bickerton hanno battuto in finale  Nell Lloyd /  Lorna Utz con il punteggio di 6–0, 6–4

### Doppio misto
Marjorie Cox Crawford /  Jack Crawford hanno battuto in finale  Emily Hood Westacott /  Aubrey Willard con il punteggio di 7–5, 6–4